# Consultor Jurídico
Consultor Jurídico (ou ConJur) é uma revista eletrônica brasileira independente com cobertura especializada em notícias sobre Poder Judiciário, Ministério Público, advocacia e Direito. Fundada em 1997, é dirigida por Márcio Chaer, e publica diariamente reportagens, entrevistas e artigos de opinião a respeito de temas jurídicos. Também promove eventos e publica livros.
Em maio de 2020, a ConJur atingiu a sétima colocação mundial na categoria “law and government — legal” da plataforma SimilarWeb, sendo o único veículo noticioso entre os dez primeiros colocados. Naquele momento, o site contabilizou uma audiência média mensal de 4,3 milhões de usuários ativos.
Seu acervo conta com mais de 175 mil textos publicados com acesso gratuito. O site também é fonte para reportagens de grandes jornais e veículos de comunicação como Folha de S.Paulo, O Estado de S. Paulo, Valor Econômico, O Globo, The Wall Street Journal, Diário de Notícias e El País.
No YouTube, a TV ConJur tem 40 mil inscritos e publica entrevistas com personalidades do Direito e do mundo empresarial nas séries “Grandes Temas, Grandes Nomes” e “Voz da Experiência”, que já entrevistou os ex-presidentes Michel Temer, Fernando Henrique Cardoso e Fernando Collor. Nas redes sociais, o site ainda tem 239 mil seguidores no Instagram, 251 mil no X e 514 mil no Facebook.

## Anuário da Justiça
Desde 2007, a ConJur edita a coleção Anuário da Justiça, uma publicação que registra o perfil dos ministros, desembargadores e juízes dos principais tribunais do país, além de suas decisões e tendências jurisprudenciais. Já foram publicadas mais de 70 edições, que incluem o Anuário da Justiça Brasil, que abarca o Supremo Tribunal Federal e os tribunais superiores de Justiça (STJ), do Trabalho (TST), Eleitoral (TSE) e Militar (STM), além do Anuário da Justiça Federal, o Anuário da Justiça São Paulo, o Anuário da Justiça Rio de Janeiro, o Anuário da Justiça do Trabalho e o Justice Yearbook — versão em inglês do Anuário da Justiça Brasil. A série vai além do Poder Judiciário, com o Anuário de Direito Empresarial, Anuário do Ministério Público, Anuário da Advocacia Pública, o Anuário da Saúde Suplementar. Os anuários costumam ser referenciais e resultam em notícias, principalmente na imprensa brasileira.
“O Consultor Jurídico e o Anuário ajudam a fazer com que o Judiciário seja melhor conhecido e tenha mais transparência.”

— Luís Roberto Barroso, presidente do Supremo Tribunal Federal 
“Quem busca informações no Anuário sai bem informado, conhece as principais correntes que estão sendo postas em confronto e descobre qual é a tendência dos tribunais”

— Paulo Gonet, procurador-geral da República.

## Editora
Além do Anuário da Justiça, a ConJur Editorial publica livros de Direito. Alguns títulos já publicados são:
- Crônicas de Direito Financeiro — Fernando Facury Scaff
- Em defesa do contribuinte: Ensaios de Direito Financeiro e Tributário — Fernando Facury Scaff
- Exercício da Advocacia: Prazos, estratégias e honorários — José Rogério Cruz e Tucci
- Gilmar Mendes, 20 anos de STF: o acadêmico, o gestor o juiz — organização Cleso José da Fonseca Filho e Márcio Chaer
- Justiça No Brasil - 200 Anos De História — Paulo Guilherme de Mendonça Lopes e Patrícia Rios
- Levando o Direito Financeiro a Sério — José Maurício Conti
- Manual de Estudos de Direito Eleitoral e Jurisprudência — André Guilherme Lemos Jorge
- O Processo de Tiradentes — Ricardo Tosto e Paulo Guilherme M. Lopes
- Rinkichi: o homem que enganou o fracasso — Mauricio Cardoso

## Prêmios
A revista já foi agraciada com os seguintes prêmios:
- Prêmio do Conselho Nacional de Justiça na categoria "jornalistas e outros profissionais de comunicação" (dividido com a TV Justiça) em 2010.[16][17]
- III Prêmio AMB de Jornalismo, para o editor Rodrigo Haidar, primeiro colocado na categoria "internet".[18]
- II Prêmio AMB de Jornalismo, para o editor Rodrigo Haidar e a repórter Maria Fernanda Erdelyi, respectivamente, primeiro e terceiro colocados na categoria "internet".[19][20]
- Prêmio Prerrogativas da OAB-SP 2005, pelo conjunto de reportagens divulgadas sobre os direitos e prerrogativas da advocacia.[21]
- I Prêmio Nacional de Jornalismo do Poder Judiciário, para o repórter Arthur Gandini, na categoria Jornalismo Escrito do eixo Superior Tribunal Militar.[22]

## Colunistas
Além de publicar artigos de opiniões e técnicos sobre Direito, a ConJur tem um time de colunistas diários: ⁣
Sábado
- Tribunal do Júri: Rodrigo Faucz, Daniel Avelar, Denis Sampaio e Gina Muniz
- Ambiente Jurídico: Gabriel Wedy, Marcos Paulo Miranda, Talden Farias, Ricardo Cintra Torres de Carvalho e Andréa Vulcanis
- Diário de Classe: Dasein - Núcleo de Estudos Hermenêuticos
- Observatório Constitucional: Observatório Constitucional

Domingo
- Embargos Culturais: Arnaldo Sampaio de Moraes Godoy
- Processo Familiar: Giselle Groeninga, Rodrigo da Cunha Pereira e Mário Delgado
- Processo Tributário: Grupo de estudos de Processo Tributário Analítico do Ibet
- Público & Pragmático: Gustavo Justino de Oliveira e Grupo de estudos de Direito Administrativo Pragmático
- Segunda Leitura: Vladimir Passos de Freitas

Segunda-feira
- Direito Civil Atual: Rede de Pesquisa de Direito Civil Contemporâneo
- Direito da Insolvência: Fernando Nogueira, Maria Rita Rebello Pinho Dias, Oreste Laspro e Rodrigo Eduardo Quadrante
- Direito Eleitoral: Academia Brasileira de Direito Eleitoral e Político - Abradep
- Justiça Tributária: Raul Haidar, Fernando Facury Scaff, Marcus Livio Gomes e Sergio André Rocha
- Lavagem & Afins: Pierpaolo Bottini, Felipe Campana e Marina Brecht

Terça-feira
- Contas à Vista: Fernando Facury Scaff e Élida Graziane Pinto
- Criminal Player: Alexandre Morais da Rosa, Aury Lopes Jr. e Jacinto Nelson de Miranda Coutinho
- Fábrica de Leis: Fabiana Soares, João Cavalcanti Filho, Müller Dantas de Medeiros, Natasha Schmitt Salinas, Renê Braga, Roberta Simões Nascimento, Samuel Gomes, Shana Schlottfeldt e Victor Marcel Pinheiro
- Território Aduaneiro: Fernanda Vieira Kotzias, Fernando Pieri Leonardo, Leonardo Ogassawara de Araújo Branco, Liziane Angelotti Meira e Rosaldo Trevisan
- Trabalho Contemporâneo: Otavio Calvet

Quarta-feira
- Consultor Tributário: Igor Mauler, Heleno Torres, Hugo Segundo, Helenilson Cunha, Elidie Bifano, Gustavo Brigagão e Roberto Duque Estrada
- Direto do Carf: Carlos Augusto Daniel Neto, Alexandre Evaristo Pinto, Fernando Brasil de Oliveira Pinto, Diego Diniz Ribeiro, Thaís de Laurentiis e Ludmila Monteiro
- Fintech & Crypto: Isac Costa
- Garantias do Consumo: Instituto Brasileiro de Política e Direito do Consumidor - Brasilcon
- Infra e Controle: Giuseppe Giamundo Neto e Fernanda Leoni

Quinta-feira
- Controvérsias Jurídicas: Fernando Capez
- Interesse Público: Cristiana Fortini, Fabrício Motta, Luciano Ferraz, Paulo Modesto e Vanice Valle
- Prática Trabalhista: Ricardo Calcini e Leandro Bocchi de Moraes
- Seguros Contemporâneos: Ilan Goldberg e Thiago Junqueira
- Senso Incomum: Lenio Luiz Streck

Sexta-feira
- Direito do Agronegócio: Fábio Calcini, Fernando Campos Scaff, Gustavo Ventura, Flavia Trentini e Heleno Torres
- Direitos Fundamentais: Ingo Sarlet
- Licitações e Contratos: Guilherme Carvalho e Jonas Lima
- Paradoxo da Corte: José Rogério Tucci
- Reflexões Trabalhistas: Raimundo Simão de Melo, Paulo Sergio João e Fabíola Marques
- Repensando as Drogas: profissionais do direito, da segurança pública e da sociedade civil discutem práticas na aplicação da Lei de Drogas

## Equipe
Entre os membros da equipe, estão o diretor Marcio Chaer e o diretor-executivo Maurício Cardoso.

## Batalhas judiciais versus liberdade de expressão
Em 2011, o site foi condenado por dano moral pela reportagem "Juízes abandonam convocação em câmara criminal", cujo texto imprimiu um ar jocoso a notícia.
O dono do Conjur é o jornalista Márcio Chaer, proprietário também de uma assessoria de imprensa, a Original 123. O site foi acusado por Luiz Eduardo Auricchio Bottura de publicar informações distorcidas, agindo como assessoria dos clientes da Original 123. No entanto, é preciso esclarecer que Bottura, segundo informações da revista Isto É, é acusado de corromper o tribunal de arbitragem da Câmara de Comércio Brasil/Canadá e de mover ou ser alvo de mais de 3 mil processos  — sendo, por isso, chamado de "maior litigante de má-fé do Brasil, condenado em 250 ações". Ele passou a atacar a Conjur pelo fato de o site ter feito uma série de reportagens demonstrando suas peripécias judiciais. Bottura chegou a conseguir uma sentença de primeira instância para que fossem retiradas do ar as reportagens. Entretanto, o ministro Celso de Mello, decano do STF, julgou o caso em definitivo, negando a pretensão do engenheiro.